# オテマヌ山
オテマヌ山（オテマヌさん、Mount Otemanu）は、フランス領ポリネシアのソシエテ諸島のボラボラ島の最高峰。
山は風化した中心火道と海抜727 mに達する火山の山頂とで成り立つ。ボラボラ島の主要部を形成した玄武岩の噴出年代はK-Ar年代により310-340万年であると報告されている。高湿度の空気が流れ込むために、山の上部は頻繁に雲に覆われる。

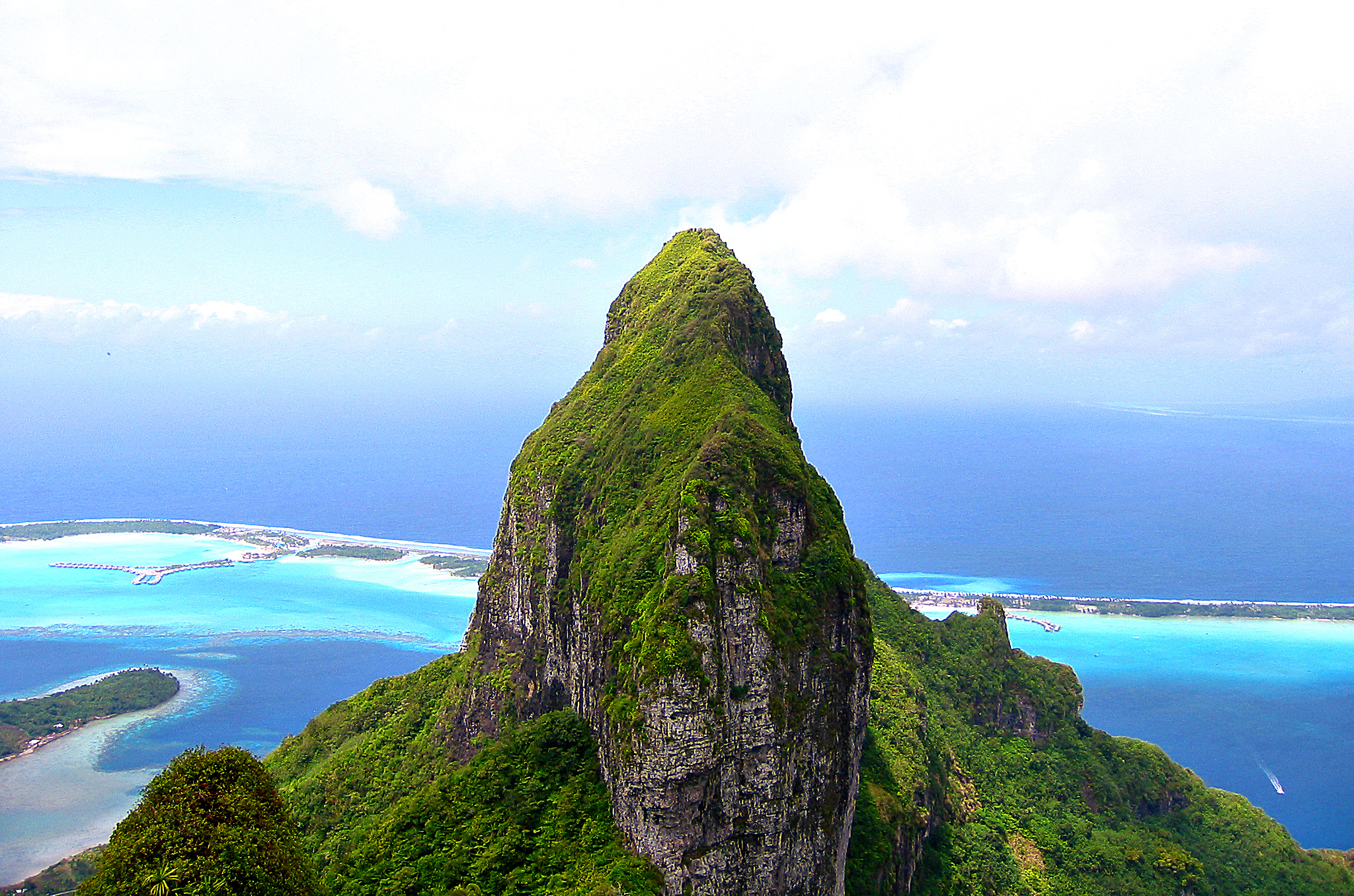
パヒア山から見たオテマヌ山山頂
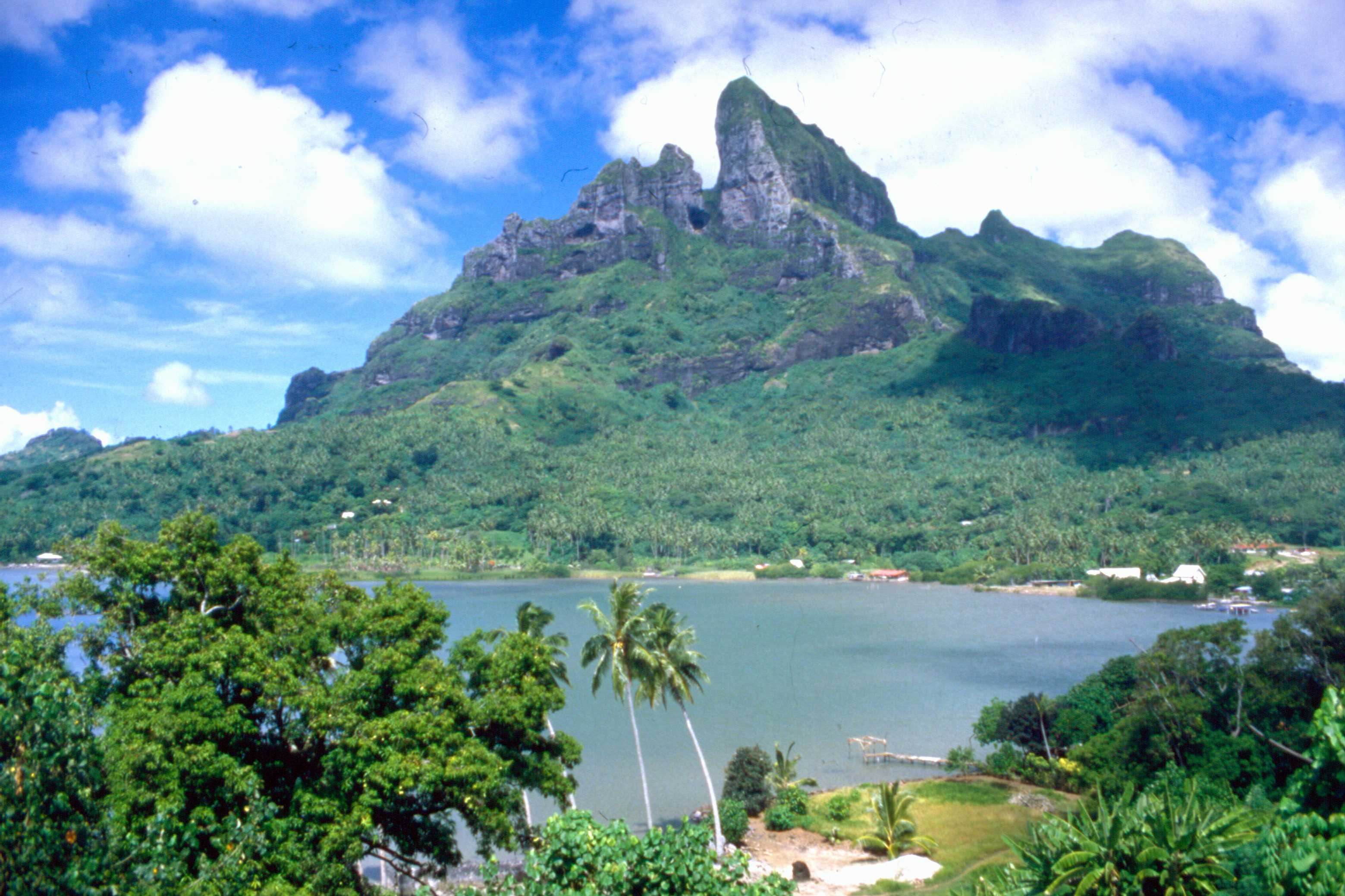
北東から